# Могиляни (Рівненський район)
Могиля́ни — село в Україні, в Рівненському районі Рівненської області. Населення становить 1370 осіб. Орган місцевого самоврядування — Острозька міська рада.

## Історія
Село положене на захід від Острога і імовірно названо від великого курганового цвинтаря і великої кількості окремих, самітних курганів-могил. Селяни досить заможні і часто бували на ярмарках в Острозі.
В 1577 році Могиляни було селом острозьких селян (землян), які платили з нього від 2 домів, 3 город., а в 1583 році від 1 дим., 6 город, і 3 підсудків.
Колись село належало князям Острозьким. В 1662 році Анна Ходкевичева, жінка Кароля Ходкевича і дочка князя Острозького Олександра надала це село єзуїтській колегії в Острозі. Після скасування цього ордену Могиляни перейшли до Яблоновських і до Антропових.
Наприкінці 19 століття в селі 89 домів і 750 жителів, дерев'яна церква 1794 року і церковно-приходська школа 1882 року. На полях і той час було понад 30 курганів.

## Влада та місцеве самоврядування
Місцевим органом самоврядування раніше була Могилянівська сільська рада. За результатами останніх виборів 25 жовтня 2015 року головою сільської ради було обрано Кулибчука Віктора Олександровича. З 2020 року входить до складу Острозької міської громади.

## Населення
Згідно з переписом УРСР 1989 року чисельність наявного населення села становила 1542 особи, з яких 732 чоловіки та 810 жінок.
За переписом населення України 2001 року в селі мешкало 1365 осіб.

### Мови
Розподіл населення за рідною мовою за даними перепису 2001 року:
| Мова       | Відсоток |
| ---------- | -------- |
| українська | 98,76 %  |
| російська  | 1,09 %   |
| німецька   | 0,07 %   |

### Релігії
Більшість населення є прихожанами православної церкви. Значну частину віруючих становлять християни віри євангельської (п'ятидесятники).